# Chrám svatého Marka (Bělehrad)
Chrám svatého Marka (srbsky v cyrilici Црква Светог Марка, v latince Crkva Svetog Marka, celým názvem Chrám svatého apoštola a evangelisty Marka, srbsky v cyrilici Црква светог aпостола и eвангелисте Марка) je pravoslavný chrám v srbské metropoli Bělehradě. Nachází se jihovýchodně od centra města v blízkosti parku Tašmajdan.
Nachází se v něm cenný soubor ikon z 19. a 20. století. Chrám je 62 metrů dlouhý a 45 metrů široký; výška hlavní kupole činí 60 metrů. Současný ikonostas chrámu pochází z přelomu let 1991/1992. Dominantním prvkem nad vstupem do chrámu je mozaika Svatého Apoštola od Veljka Stanojeviće. 
V chrámu jsou mimo jiné pohřbeni car Štěpán Dušan Silný, král Alexandr I. Obrenović s chotí Dragou a patriarcha German.

## Historie
Chrám vznikl v srbsko-byzantském stylu podle návrhu architektů Petara a Branka Krstićů. Inspirováni byli gračnickým klášterem, který se nachází na území Kosova. Potřebu pro výstavbu nového chrámu definoval především prudký růst počtu obyvatel Bělehradu v meziválečném období. 
Chrám svatého Marka byl vybudován v letech 1931–1940 na místě starší stavby z 19. století. Kvůli vypuknutí 2. světové války nebyl zcela dokončen. Stále chybí instalace řady prvků interiéru. Chrám byl slavnostně vysvěcen dne 14. prosince 1948. Sloužil však i během druhé světové války. Během bombardování v dubnu 1941 spadla na budovu chrámu zápalná puma. Rozsáhleji však poškozen nebyl. Do vzniku chrámu svatého Sávy byl kostel největším pravoslavným chrámem v Srbsku.